# Ернст Жан-Жозеф
Ернст Жан-Жозеф (фр. Ernst Jean-Joseph; 11 червня 1948, Кап-Аїтьєн, Гаїті — 14 серпня 2020) — гаїтянський футболіст, виступав на позиції захисника.

## Клубна кар'єра
Вихованець АС Капуа, звідки у 1969 році перейшов до «Віолетт». У 1978 році перейшов до клубу NASL «Чикаго Стінг», за який ровів 9 поєдинків. Потім повернувся до Гаїті, де знову виступав за «Віолетт». Згоом став помічником головного тренера цього клубу.

## Кар'єра в збірній
У футболці національної збірної Гаїті виступав з 1972 по 1980 рік. На початку 70-х років XX століття вперше одягнув футболку національної збірної.
Учасник кваліфікації до Мундіалю 1974 року. Перемога в кваліфікації чемпіонату світу 1974 також означала й перемогу в Чемпіонаті націй КОНКАКАФ 1973, оскільки обидва турніри були об'єднані.
Під час Чемпіонату світу 1974 року в ФРН Ернст зіграв лише в поєдинку проти збірної Італії. Напередодні другого матчу з поляками був викритий у застосуванні ефедрину. Незважаючи на заяви про те, що цей препарат використовується футболістом для лікування астми, Жан-Жозеф був виключений зі збірної і в супроводі тонтон-макутів відправлений на Батьківщину.
Учасник кваліфікації Мундіалю 1978 року в Аргентині, однак у боротьбі за єдину путівку до фінальної частини чемпіонату світу гаїтяни поступилися збірній Мексиці. Зайнявши друге місце в кваліфікації чемпіонату світу, збірна Гаїті водночас завоювала звання віце-чемпіона націй КОНКАКАФ 1977.
Жан-Жозеф виступав у матчах кваліфікації Мундіалю в Іспанії, однак Гаїті поступилася місцем на чемпіонаті світу Сальвадору та Гондурасу.
Зіграв у 14-и матчах кваліфікації до чемпіонатів світу (1972—1980), кількість зіграних матчів в товариських поєдинках під егідою ФІФА невідома.

## Титули і досягнення
- Переможець Чемпіонату націй КОНКАКАФ: 1973
- Срібний призер Чемпіонату націй КОНКАКАФ: 1977